# Kropp (geometri)
En kropp är i geometrin ett geometriskt objekt med tre dimensioner.